# Frederik van Bylandt
Willem Karel Frederik Pieter (Frederik) graaf van Bylandt, heer van Melden, Neukirchen en Rheydt (Den Haag, 4 december 1841 - Zeist, 4 juli 1924) was een Nederlands politicus.

## Familie
Van Bylandt was een zoon van dr. Ernst F.H.M. graaf van Bylandt, baron tot Rheydt, heer van Melden, Neukirchen en Rheydt (1813-1871), stichter van de Deutsche Evangelische Kirche te Den Haag, en Augusta S. Nasse (1817-1862). Hij trouwde in 1873 Marie S. van Westreenen, vrouwe van Driebergen (1839-1882), en in 1892 met jkvr. Anna L.A. van Loon (1852-1940). Uit het eerste huwelijk werden vier kinderen geboren.

## Loopbaan
Van Bylandt was een diplomaat uit een militaire en adellijke familie, die in 1882 Tweede Kamerlid werd voor de antirevolutionairen. Van Bylandt studeerde aan de Universiteit Leiden en trad in 1864 als attaché bij het Nederlandse Gezantschap te Frankfort in de diplomatieke dienst. Achtereenvolgens vervulde hij hierin de hoge betrekkingen te Berlijn, Wenen, Londen en Parijs. In 1876 trad hij op als chef van het kabinet van de Minister van Buitenlandse Zaken, met de rang van minister-resident. Van 1879 tot 1882 was hij gezant te Stockholm en te Kopenhagen en in de maand november van dat jaar werd hij gekozen tot lid van de Tweede Kamer der Staten Generaal.
Hij koos in 1894 de zijde van De Savornin Lohman bij diens breuk met Abraham Kuyper. Hij sprak in de Tweede Kamer vooral over buitenlandse zaken. In 1909 werd hij naar voren geschoven als Tweede Kamervoorzitter, omdat bij protestanten de vrees bestond dat de benoeming van de predikant De Visser de weg zou openen voor een toekomstig voorzitterschap van de priester Nolens. Hij was als Kamervoorzitter niet opgewassen tegen de lastige socialisten. Mede daardoor raakte hij in ongenade bij de koningin en werd in 1912 vervangen. Hij was onmiskenbaar pro-Duits; zijn zoons vochten in de Eerste Wereldoorlog mee aan Duitse zijde.
Van Bylandt was Commandeur in de Orde van de Nederlandse Leeuw, officier van het Legioen van Eer commandeur van de Orde van de Dannebrog (Denemarken) en begiftigd met verschillende andere hoge buitenlandse decoraties.
- Biografisch Portaal: 89220648
- International Standard Name Identifier: 0000 0003 9055 3356
- Nederlandse Thesaurus van Auteursnamen: 102262470
- Parlement.com: vg09lkz17ay5
- Virtual International Authority File: 284180569
- WorldCat: E39PBJjtfCCPjGyxQ3vfpDdRKd